# Giulia Pagano
Pour les articles homonymes, voir Pagano.
Giulia Pagano est une actrice américaine née le 8 juillet 1949 à New York, New York (États-Unis).

## Filmographie
(décembre 2011).
- 1981 : Masada (feuilleton TV) : Miriam
- 1983 : Medea (TV) : 3rd Woman
- 1986 : As the World Turns (série TV) : Marsha Talbot (1985-1986)
- 2005 : Dirt Nap : Judy
- 2005 : The Work and the Glory: American Zion : Mother Smith
- 2006 : Cold Storage : Della